# Људмила Барбир
Људмила Григоривна Барбир (Чернивци, 30. новембар 1982.) је украјинска глумица и ТВ водитељка, која води јутарњу емисију "Доручак са 1+1" на каналу 1+1.

## Биографија
Рођена је 30. новембра 1982. године у селу Чорнохузи, Черновачка област.
2004. године је дипломирала на одсеку "позориште и филм" на Кијевском националном Универзитету за позориште, филм и телевизију. Имала је ангажман у позориштима као што су "Рамп" и "Браво".
2007. почела је да се појављује у рекламама. Укупно има више од 20 радова у овом жанру.
У периоду 2011–2012 била је водитељка на ТВ каналу ТЕТ (емисија "Теорија издаје са Андрејем Мерзликином"). Од 19. августа 2013. у пару је са Русланом Сеничкином са којим води јутарњу емисију Доручак са 1+1 на ТВ каналу 1+1.
Учествовала је у синхронизацији играних филмова и ТВ емисија, укључујући Аватар, "The Wolverine" и "Our matter" у Варшави.

### Лични живот
Људмила Барбир је удата. Њен супруг је аикидо тренер. 2012. године је родила сина Тараса.